# Nepitella
Nepitella is een geslacht van wantsen uit de familie van de Nepidae (Waterschorpioenen). Het geslacht werd voor het eerst wetenschappelijk beschreven door Štys & Jansson in 1988.

## Soorten
Het genus is monotypisch en bevat alleen de volgende soort:

- Nepitella djaloni (Poisson, 1960)